# Jan Nikiel
Jan Michał Nikiel (ur. 23 września 1962 w Wilkowicach) – katolicki prezbiter, magister teologii, kanonik R.M., kanonik Archidiecezji Krakowskiej.

## Życiorys
Po ukończeniu Wyższego Seminarium Duchownego Archidiecezji Krakowskiej w dniu 17 maja 1987 przyjął święcenia kapłańskie w Krakowie. W latach był wikariuszem na parafii Przemienienia Pańskiego w Makowie Podhalańskim (1987–1990), Trójcy Przenajświętszej w Czarnym Dunajcu (1990–1991). Następnie pracował jako wikariusz na Ukrainie (1991–1992: Chodorów, Stryj, Żydaczów); jako administrator w Stryju, Brzozowcach, Skole, Żydaczów (1992–1994). Proboszcz w Stryju, Skole, Morszyn. W latach 2003–2009 był dyrektorem Caritas-Spes Archidiecezji Lwowskiej. Od 2009 proboszcz lwowskiej Katedry.

## Nagrody i wyróżnienia
- 1994 – kanonik R.M.;
- 2006 – kanonik archidiecezji krakowskiej;
- 2012 – Kapelan Honorowy Jego Świętobliwości[1];
- 2016 – Złoty Krzyż Zasługi za zasługi w działalności na rzecz społeczności lokalnej[2].